# Первомайськ (Бакчарський район)
Первома́йськ (рос. Первомайск) — селище у складі Бакчарського району Томської області, Росія. Входить до складу Бакчарського сільського поселення.

## Населення
Населення — 101 особа (2010; 127 у 2002).
Національний склад (станом на 2002 рік):
- росіяни — 83 %